# Krystyna Jakimek
Krystyna Zofia Jakimek z domu Włodarz (ur. 17 listopada 1931 w Jaworznie, zm. 31 sierpnia 2022) – polska działaczka antykomunistyczna, nauczycielka.

## Życiorys
Urodziła się w rodzinie Władysława i Emmy Włodarzów. Jej ojciec był pracownikiem poczty w Jaworznie, gdzie odpowiadał za serwis telefonów. W 1939 roku zgłosił się na ochotnika do służby wojskowej. Poległ w kampanii wrześniowej. Jego żona wraz z córkami Krystyną i Marią wyjechała do Wieliczki, gdzie mieszkała część rodzeństwa Władysława. W latach gimnazjalnych Krystyna należała do harcerstwa i Sodalicji Mariańskiej.
W 1951 roku maturę zdała w Państwowym Liceum Pedagogicznym we Wrocławiu, po czym dostała nakaz pracy w Szkole Podstawowej w Brzegu Dolnym. Była nauczycielką nauczania początkowego. Pełniła funkcję sekretarza i skarbnika w miejscowym kole Związku Nauczycielstwa Polskiego. Od stycznia 1952 roku należała do Związkowego Klubu Sportowego „Unia” w Brzegu Dolnym, gdzie jako jedyna kobieta uczyła się jeździć na motocyklu.
W latach 1950–1952 należała do Narodowej Organizacji Wojskowej. Za pośrednictwem swojej siostry nawiązała kontakt listowy ze Stanisławą Kawalą („Duśka”) i jej mężem Władysławem Kazimierczakiem, którzy pracowali w ośrodku wywiadowczym w Monachium. 28 grudnia 1952 roku została aresztowana przez Urząd Bezpieczeństwa w ramach tzw. afery Bergu. Osadzono ją w Krakowie w sześcioosobowej celi, gdzie poznała między innymi Stefanię Rospond i Janinę Oszast. Podczas przesłuchań stosowano wobec niej szereg szykan, sposobów zastraszeń oraz tortur: przystawianie pistoletu do głowy, bicie kastetem, wykręcanie rąk, przesłuchiwanie w nocy i pozbawianie snu, pokazywanie innych ludzi poddawanych torturom. 16 kwietnia 1953 roku została skazana przez Wojskowy Sąd Rejonowy w Krakowie pod przewodnictwem Mikołaja Tołkana na karę 12 lat pozbawienia wolności. Prokurator wnosił o karę 15 lat więzienia, 3 lat pozbawienia praw publicznych oraz przepadek mienia. Wyrok odbywała w zakładach karnych w Krakowie (Montelupich), w Inowrocławiu i Bydgoszczy-Fordonie. W Inowrocławiu zaprzyjaźniła się z łączniczką AK Janiną Wasiłojć-Smoleńską. W więzieniu poznała także swoją przyszłą teściową, Helenę Jakimek.
30 kwietnia 1956 roku została zwolniona z więzienia na podstawie amnestii. Ze względu na wcześniejszą działalność nie mogła powrócić do pracy w szkolnictwie. Podjęła zatrudnienie poniżej swoich kompetencji jako kontystka magazynowa. Od 1981 roku przebywała na rencie, którą jej odebrano. W 1958 roku wzięła ślub z technikiem budownictwa Kazimierzem Jakimkiem, także więzionym za działalność antykomunistyczną. Mieszkali początkowo w Jaworznie, a następnie przenieśli się do Krakowa. Mieli czworo dzieci. Do końca PRL rodzina Jakimków znajdowała się pod obserwacją Służby Bezpieczeństwa i była nachodzona przez jej funkcjonariuszy.
W latach 90. zaangażowała się w działalność społeczną. Była aktywną członkinią Związku Więźniów Politycznych Okresu Stalinowskiego w Krakowie, a także członkinią honorową Zrzeszenia Wolność i Niezawisłość Stowarzyszenia Społeczno-Kombatanckiego i Okręgu Żołnierzy Armii Krajowej Obszaru Lwowskiego im. „Orląt Lwowskich”. W 1992 roku przyznano jej uprawnienia kombatanckie.
Jej relacja znalazła się w książce Mirosława Pietrzyka z 2003 pt. „Kobiety – więźniarki polityczne Inowrocławia w latach 1952–1955”, a w 2021 roku w książce Anny Muller „Przetrwać Żyć dalej”. Jej zeznania znalazły się także w prowadzonym przez Instytut Pamięci Narodowej postępowaniu w sprawie zbrodni komunistycznej będącej jednocześnie zbrodnią przeciwko ludzkości, polegającej na psychicznym znęcaniu się nad kobietami osadzonymi w Zakładzie Karnym w Inowrocławiu w latach 1952–1955.
Pochowana na cmentarzu Grębałowskim w Krakowie.

## Ordery i odznaczenia
- Odznaka „Za Zasługi dla Światowego Związku Żołnierzy Armii Krajowej”[7]
- Złoty Krzyż Zasługi „za zasługi dla niepodległości Rzeczypospolitej Polskiej, za działalność społeczno-kombatancką” (2011)[8]
- Medal „Pro Patria” (2019)[9]
- Krzyż Oficerski Orderu Odrodzenia Polski „za wybitne zasługi w działalności kombatanckiej i społecznej, za upowszechnianie wiedzy o najnowszej historii Polski” (2023)[10]